# Dynastia salicka
Dynastia salicka, niem. Salier – ród książąt frankońskich panujący w Niemczech w latach 1024–1125. Nazwa pochodzi od Franków salickich.
Władcy Niemiec z dynastii salickiej:
- 1024–1039 Konrad II Salicki (cesarz od 1027)
- 1039–1056 Henryk III Salicki (syn Konrada II Salickiego; cesarz od 1046)
- 1056–1105 Henryk IV Salicki (syn Henryka III Salickiego; cesarz od 1084)
- 1105–1125 Henryk V Salicki (syn Henryka IV Salickiego; cesarz od 1111)

Panowanie pierwszych dwóch władców z tej dynastii to apogeum potęgi Świętego Cesarstwa Rzymskiego, w skład którego wchodziły:
Królestwo Niemiec (od 962)
Królestwo Włoch (od 962)
Królestwo Czech (od 962)
Królestwo Burgundii (od 1034)
Zwierzchnictwo cesarza rzymskiego w tym okresie uznawały również przejściowo Polska, Węgry, Chorwacja, Dania, Neapol.
Panowanie dwóch ostatnich władców to okres stagnacji politycznej, regresu, walki z papiestwem, wojen domowych wewnątrz Niemiec, panowanie antykrólów, upadek prestiżu i powagi cesarskiej w Europie.
Ponadto członkowie dynastii salickiej panowali w Lotaryngii, Karyntii, Bawarii i Dolnej Lotaryngii:
- Książęta Lotaryngii:
  - 944–953 Konrad I Rudy
- Książęta Karyntii:
  - 978–1004 Otto I Karyncki (syn Konrada I Rudego)
  - 1004–1011 Konrad I Karyncki (syn Ottona I Karynckiego, brat papieża Grzegorz V)
  - 1036–1039 Konrad II Karyncki (syn Konrada I Karynckiego)
- Książęta Bawarii:
  - 1027–1042 Henryk III Salicki (król Niemiec od 1039)
  - 1047–1049 Henryk III Salicki (ponownie)
  - 1053–1056 Henryk IV Salicki (król Niemiec od 1056)
  - 1077–1096 Henryk IV Salicki (ponownie)
- Książęta Dolnej Lotaryngii
  - 1076–1089 Konrad Salicki (syn Henryka IV Salickiego)